# El Atazar
El Atazar er en by og kommune i det centrale Spanien i Madrid-regionen. Den har et indbyggertal på 107 (2024) indbyggere.